# Deborah Roberts

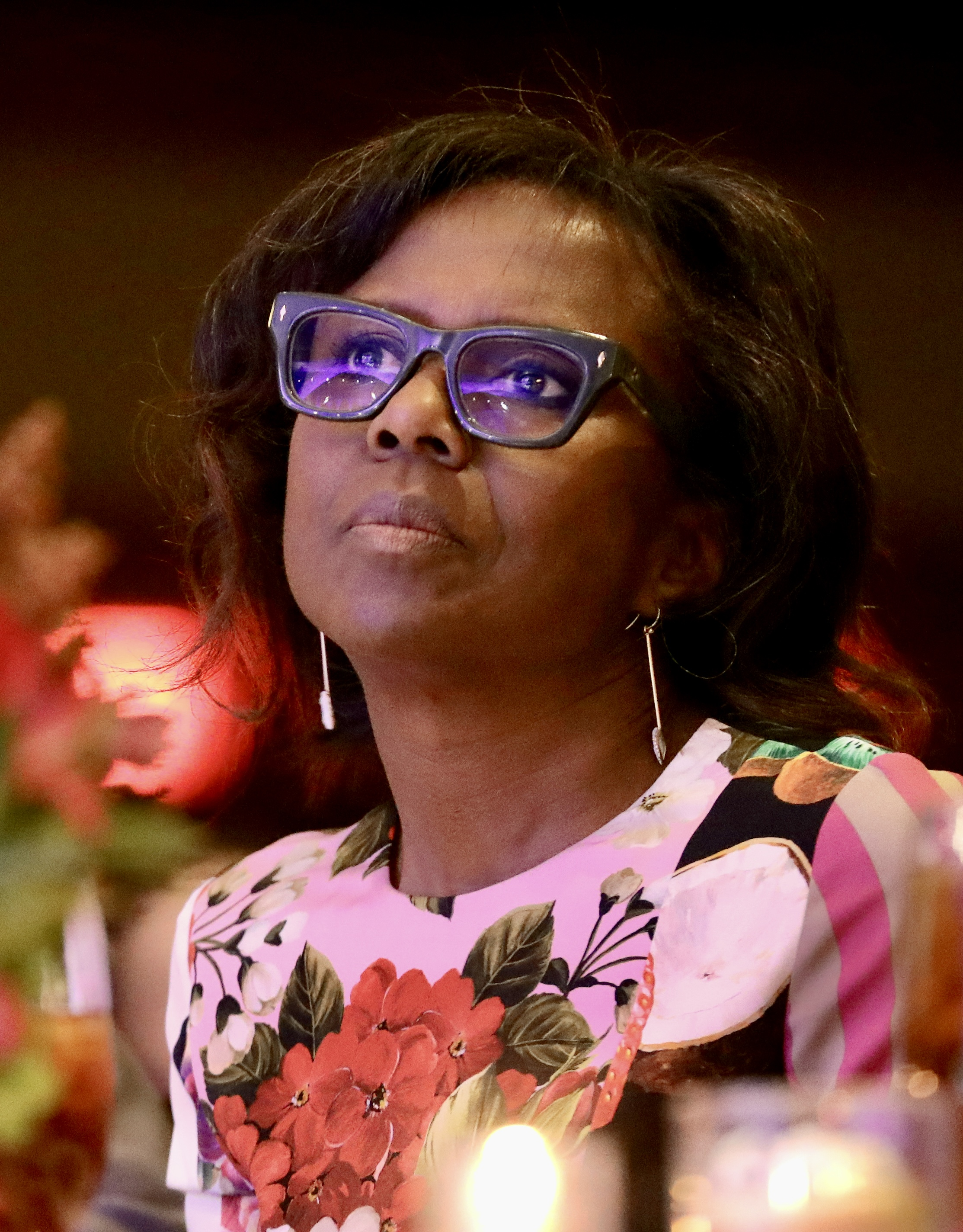
Roberts im März 2022 in Phoenix (Arizona)

Deborah Ann Roberts (* 20. September 1960) ist eine amerikanische Fernsehjournalistin für ABC News.

## Leben und Bildung
Roberts wurde in Perry (Georgia) als Tochter von Benjamin Roberts, einem Geschäftsinhaber, und Ruth Roberts, einer Hausfrau, geboren. Sie absolvierte das Henry W. Grady College of Journalism and Mass Communication und erwarb im Jahr 1982 an der University of Georgia einen Bachelor of Journalism. 1992 wurde Roberts für ihren schnellen Erfolg als Journalistin mit dem University of Georgia Distinguished Alumnus Award ausgezeichnet. Roberts lebt in Manhattan mit ihrem Mann Al Roker, den sie im September 1995 heiratete; sie haben zusammen eine Tochter und einen Sohn.

## Karriere
1982 begann Roberts ihre Karriere bei WTVM, einem lokalen Fernsehsender in Columbus (Georgia), und wechselte dann zu WBIR, einem lokalen Fernsehsender in Knoxville (Tennessee).
Von 1987 bis 1990 war sie Büroleiterin/NASA-Feldreporterin/Co-Moderatorin für Wochenendnachrichten bei WFTV, einem lokalen Fernsehsender in Orlando (Florida). 1990 kam sie als Reporterin für allgemeine Zuweisungen zu NBC News und diente später als Korrespondentin für Dateline NBC, ein NBC-News-Nachrichtenmagazin-Programm.
Roberts wechselte 1995 sie zu ABC News als Korrespondentin für 20/20, als Moderatorin für World News Tonight Weekend und als Moderatorin für Good Morning America. Im Juli und September 2006 war sie Gastmoderatorin bei The View, einer von ABC Daytime produzierten Talkshow. Außerdem hat sie zu anderen Plattformen des Netzwerks beigetragen, darunter Primetime, Nightline und The Katie Couric Show. Sie moderiert des Weiteren Lifetime Live auf Lifetime Television, einem Kabel- und Satellitenfernsehsender.
2016 hat sie gemeinsam mit ihrem Ehemann Al Roker das Buch Been There, Done That: Family Wisdom for Modern Times geschrieben und veröffentlicht.

## Auszeichnungen
Roberts wurde mit einem Emmy Award und einem Clarion Award für ihre Berichterstattung geehrt.